# Aruba in de Davis Cup
Aruba in de Davis Cup beschrijft de prestaties van het Arubaanse team in de Davis Cup, het meest prestigieuze tennistoernooi voor landen dat sinds 1900 elk jaar wordt gehouden. Aruba deed in 2007 voor het eerst mee aan de Davis Cup.
Bij het debuut in het seizoen 2007 won het direct alle drie de wedstrijden en promoveerde zo uit de regionale groep IV naar groep III. Aruba slaagde zich er het volgende jaar niet in om zich in die groep te handhaven. Het verloor alle wedstrijden en degradeerde daardoor naar het allerlaagste niveau. Daarin werden opnieuw alle wedstrijden gewonnen waardoor Aruba in 2010 weer uitkwam in groep III. Ook in 2010 werd direct gedegradeerd maar het team slaagde er wel in om één wedstrijd te winnen. Die winst was de eerste winst op het hoogste niveau waarop Aruba tot op dit moment acteerde. Doordat een jaar later Cuba zich terugtrok uit groep III, werd Aruba alsnog geplaatst in groep III. Voor het eerst wist Aruba zich in groep III te handhaven. In 2012 gingen alle wedstrijden verloren. Omdat toen ook de groep IV was opgeheven, bleef het team in groep III. sinds 2013 neemt  Aruba niet deel.
In 2009 kwamen voor Aruba de volgende spelers in actie: Gian Hodgson, Mitchell de Jong en Harry van Reek. In 2010 waren dit Clifford Giel, Gian Hodgson, Ricardo Velasquez en Mitchell de Jong en in 2011 Gian Hodgson, Mitchell de Jong en Ibian Hodgson.

## Enkele gegevens
- eerste deelname: 2007
- laatste deelname: 2012
- aantal deelnames: 6
- aantal wedstrijden: 24 (winst: 10, verlies: 14)
- aantal jaar in de wereldgroep vanaf 1981: 0

## Winst / verlies tabel
| Locatie  | winst | verlies | totaal |
| -------- | ----- | ------- | ------ |
| thuis    | 0     | 0       | 0      |
| uit      | 0     | 3       | 3      |
| neutraal | 10    | 11      | 21     |
| Totaal   | 10    | 14      | 24     |

gegevens bijgewerkt tot en met het seizoen 2013

## Overzicht gespeelde wedstrijden
De onderstaande tabel geeft een overzicht van alle wedstrijden die Aruba tot nu toe in de Davis Cup heeft gespeeld.
| niveau 1 | niveau 2 | niveau 3 | niveau 4 | niveau 5 |

| datum      | tegenstander                | uitslag | locatie   | groep | ronde          | winst/verlies |
| ---------- | --------------------------- | ------- | --------- | ----- | -------------- | ------------- |
| 2018       | geen deelname               |         |           | AM G3 |                |               |
| 2017       | geen deelname               |         |           | AM G3 |                |               |
| 2016       | geen deelname               |         |           | AM G3 |                |               |
| 2015       | geen deelname               |         |           | AM G3 |                |               |
| 2014       | geen deelname               |         |           | AM G3 |                |               |
| 2013       | geen deelname               | -       | -         | AM G3 | -              | -             |
| 18-07-2012 | Trinidad en Tobago          | 0-3     | uit       | AM G3 | groepsfase     | v             |
| 19-07-2012 | Honduras                    | 1-2     | neutraal  | AM G3 | groepsfase     | v             |
| 20-07-2012 | Haïti                       | 0-3     | neutraal  | AM G3 | groepsfase     | v             |
| 22-07-2012 | Guatemala                   | 0-3     | neutraal  | AM G3 | groepsfase     | v             |
| 23-07-2012 | Amerikaanse Maagdeneilanden | 0-0 *   | neutraal  | AM G3 | om plaats 9-10 | v             |
| 19-06-2011 | Honduras                    | 2-1     | neutraal  | AM G3 | om plaats 5-8  | w             |
| 18-06-2011 | Jamaica                     | 2-1     | neutraal  | AM G3 | om plaats 5-8  | w             |
| 17-06-2011 | Bolivia                     | 0-3     | uit       | AM G3 | groepsfase     | v             |
| 16-06-2011 | Barbados                    | 0-3     | neutraal  | AM G3 | groepsfase     | v             |
| 15-06-2011 | Bahama's                    | 0-3     | neutraal  | AM G3 | groepsfase     | v             |
| 11-07-2010 | Costa Rica                  | 1-2     | neutraal  | AM G3 | om plaats 5-7  | v             |
| 10-07-2010 | Bermuda                     | 2-1     | neutraal  | AM G3 | om plaats 5-7  | w             |
| 08-07-2010 | Bahama's                    | 0-3     | neutraal  | AM G3 | groepsfase     | v             |
| 07-07-2010 | Jamaica                     | 1-2     | neutraal  | AM G3 | groepsfase     | v             |
| 22-04-2009 | Bermuda                     | 2-1     | neutraal  | AM G4 | groepsfase     | w             |
| 23-04-2009 | Amerikaanse Maagdeneilanden | 2-1     | neutraal  | AM G4 | groepsfase     | w             |
| 25-04-2009 | Panama                      | 2-1     | neutraal  | AM G4 | groepsfase     | w             |
| 26-04-2009 | Trinidad en Tobago          | 2-1     | neutraal  | AM G4 | groepsfase     | w             |
| 20-07-2008 | Honduras                    | 0-2     | uit       | AM G3 | om plaats 5-7  | v             |
| 18-07-2008 | Guatemala                   | 0-3     | neutraal  | AM G3 | groepsfase     | v             |
| 17-07-2008 | Panama                      | 0-3     | neutraal  | AM G3 | groepsfase     | v             |
| 16-07-2008 | Puerto Rico                 | 1-2     | neutraal  | AM G3 | groepsfase     | v             |
| 22-06-2007 | Amerikaanse Maagdeneilanden | 2-1     | Guatemala | AM G4 | groepsfase     | w             |
| 21-06-2007 | Honduras                    | 2-1     | Guatemala | AM G4 | groepsfase     | w             |
| 20-06-2007 | Trinidad en Tobago          | 2-1     | Guatemala | AM G4 | groepsfase     | w             |

AM = Amerikaanse zone, G3 = groep 3, G4 = groep 4, * gestaakt in de eerste partij